# 美國反耳貓
美國卷耳貓（American curl）是家猫品种。體重3到5千克， 以耳朵向上捲曲為特徵，被毛細膩如絲質般光滑，身體纖細且勻稱，該品種的貓是由於貓的遺傳基因發生了變異而產生的卷耳特徵。
美國卷耳貓起源於美國加里福尼亞州，路加家族於1981年收養了一隻卷耳流浪貓。1985年此品種的貓得到TICA認可，該品種的貓目前為稀有品種。美國卷耳貓性情溫柔，與主人關係密切，好運動，能與其它的狗、貓小動物生活在一起。2—3歲性成熟，由於該品種稀有，可以與正常耳的貓交配，生出的貓可能是卷耳貓也可能是正常耳貓，幼貓出生後的第4天耳軟骨開始捲曲硬化，3—4個月後定型。